# Дандре Гілл
Дандре Гілл (англ. D'Andre Hill; нар. 19 квітня 1973) — американська легкоатлетка, яка спеціалізувалася на бігу на короткі дистанції.

## Спортивні досягнення
Учасниця олімпійських змагань з бігу на 100 метрів (1996), на яких дійшла до півфінальної стадії.
Чемпіонка світу з естафетного бігу 4×100 метрів (1995).
Бронзова призерка чемпіонату США з бігу на 100 метрів (1996).
Чемпіонка Студентського чемпіонату США з бігу на 100 метрів (1995, 1996). Чемпіонка Студентського чемпіонату США в приміщенні з бігу на 55 метрів (1996).